# Alfred van Sprang

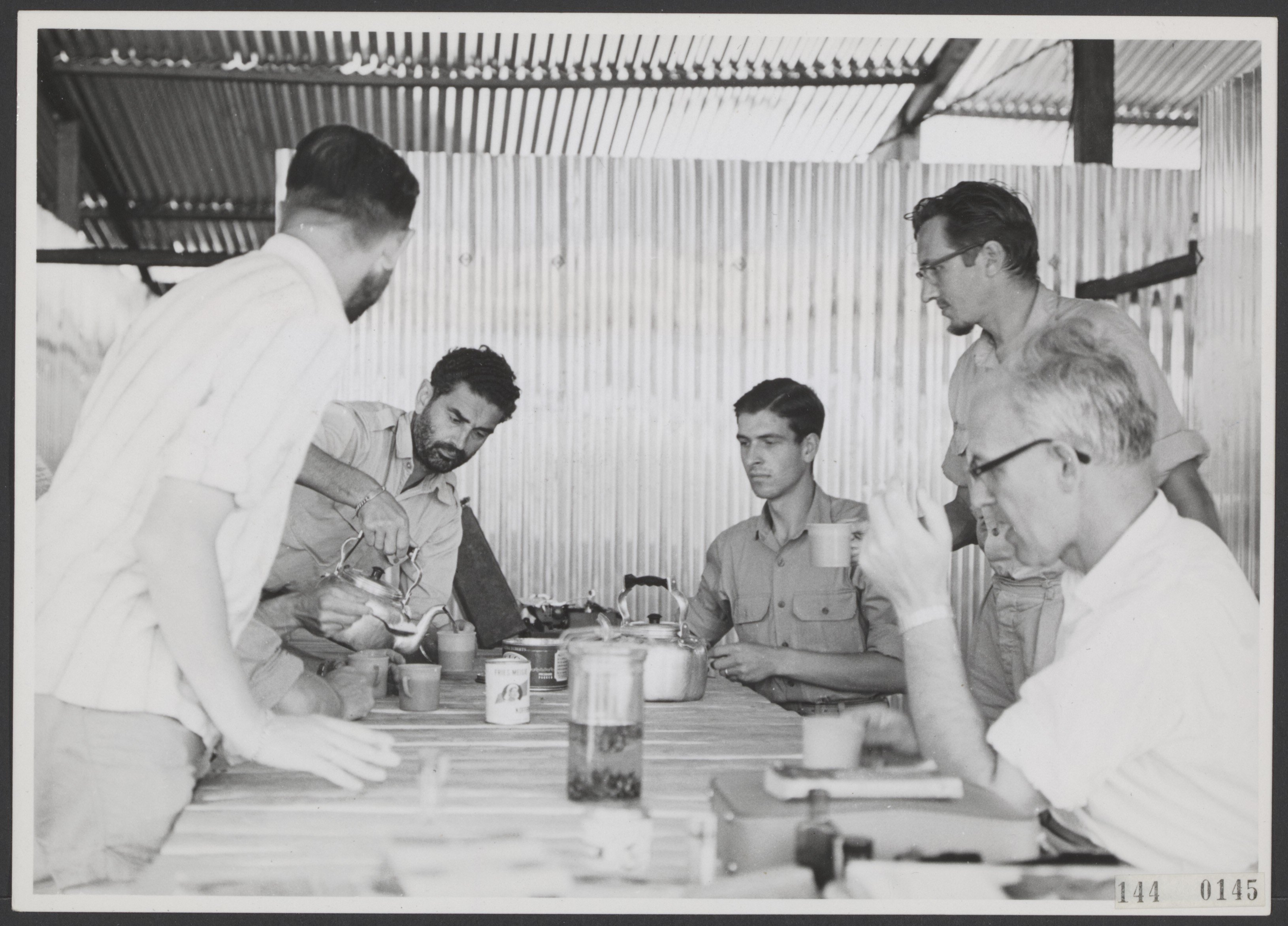
Koffieuurtje in het zilveren huis. Alfred van Sprang schenkt thee in (mei 1959).

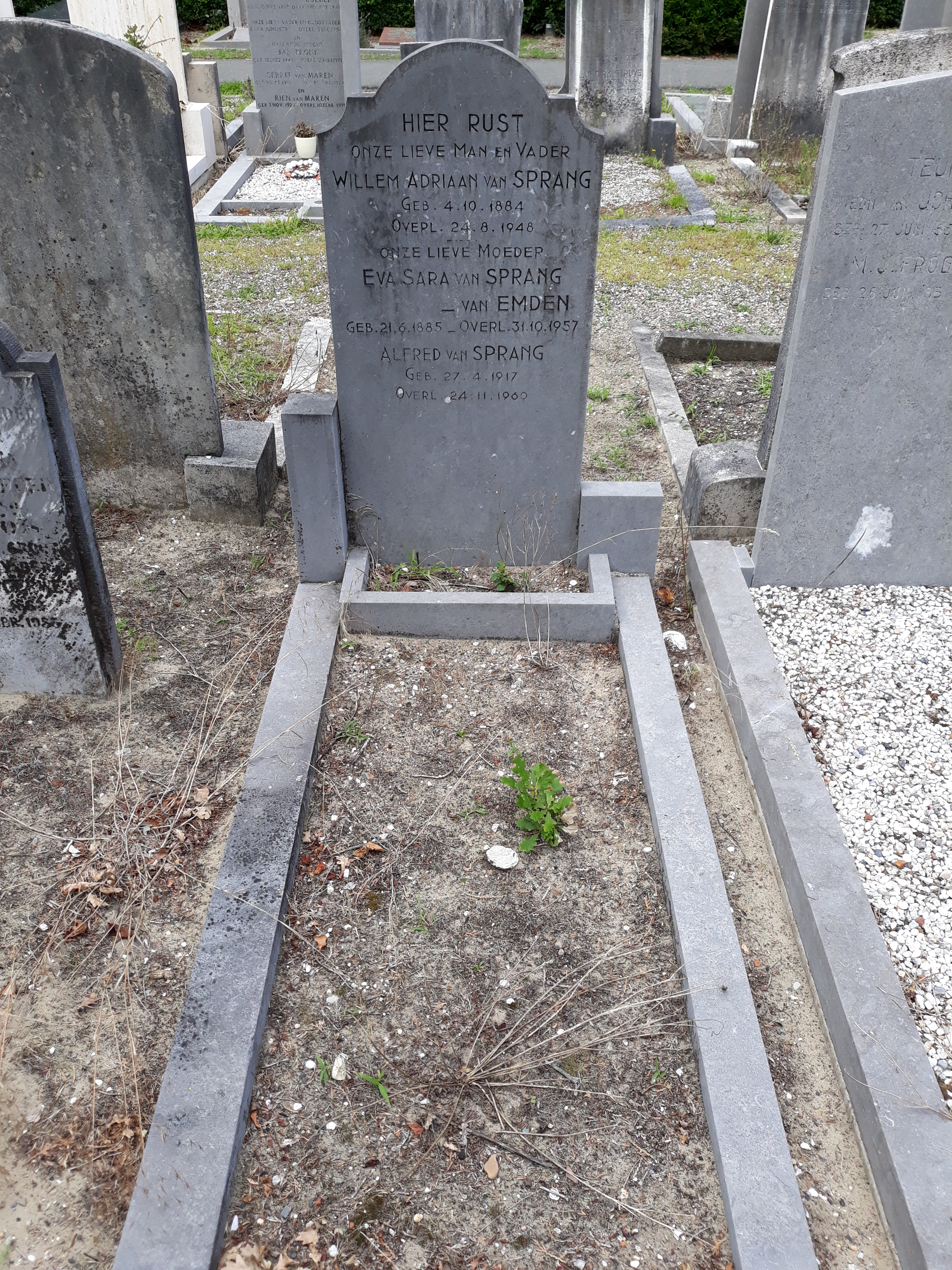
Het graf van Alfed van Sprang en zijn ouders op de begraafplaats Oud Eik en Duinen in Den Haag.

Alfred van Sprang (Middelburg, 27 april 1917 — Den Haag, 24 november 1960) was een Nederlands journalist.
Hij begon zijn journalistieke loopbaan bij het Haagse dagblad Het Vaderland. Daarna werkte hij als correspondent in de Verenigde Staten voor een aantal bladen. Na de Duitse inval in Nederland hield dat werk op en vertrok hij naar Nederlands-Indië. Daar werkte Van Sprang voor de Java-Bode en de Nederlands Indische Radio Omroep Maatschappij, waar toen ook Bert Garthoff werkzaam was.
In 1942 werd Van Sprang gevangengezet in een jappenkamp. Na de bevrijding werkte hij voor het Amerikaanse persbureau United Press. Daarvoor maakte hij verslagen van de politionele acties, die hij later ook beschreef in het boek "Wij werden geroepen."
Tijdens een kort bezoek aan Nederland in 1947 deed hij voor het eerst verslag voor de NCRV. Toen deze twee jaar later de actualiteitenrubriek Vandaag. De Radiokrant van Nederland vormde werd Van Sprang de buitenlandverslaggever. In de jaren daarna werd hij een van de bekendste medewerkers van de Nederlandse radio. Hij reisde naar alle brandhaarden van de wereld, zoals Korea, Vietnam, Perzië en Egypte.
Beroemd werd zijn verslag vanuit Boedapest in 1956. Hij beschreef het binnenrijden van Russische tanks, die de Hongaarse opstand kwamen neerslaan. Later werkte Van Sprang ook voor het nieuwe medium televisie. Zo maakte hij in 1959 een verslag van een expeditie naar de binnenlanden van Nieuw-Guinea. Hij combineerde zijn werk voor de NCRV met verslaggeving voor het weekblad De Spiegel. Zijn laatste grote reportages maakte hij in 1960 vanuit roerig Kongo.
Alfred van Sprang had geen gemakkelijk leven: hij was een man met kampervaring en homoseksueel, wat in het protestants-christelijke milieu van de NCRV van de jaren vijftig niet gemakkelijk zal zijn geweest. Daarom is over zijn plotselinge dood op 43-jarige leeftijd veel gespeculeerd. Maar na zijn overlijden werd geen sectie verricht; de politie hield het op een hartverlamming. Hij werd begraven op de begraafplaats Oud Eik en Duinen in Den Haag.

## Publicaties
- Alfred van Sprang, Kampeeravonturen van een vrolijk stel, Kruseman: ’s-Gravenhage 1939
- Alfred van Sprang, Doodenkamp Anbarawa –  Ooggetuigeverslag door den journalist en radio omroeper Alfred van Sprang die vele maanden als ziekenverpleger gewerkt heeft in een kamp van zieken en ouden van dagen te Ambarawa (N.O.I.), Jacob van Campen: Amsterdam 1946
- Alfred van Sprang, En Soekarno lacht ...! Journalistieke ervaringen van een Nederlandsch oorlogscorrespondent in Indië, N.V. Uitgeverij W. Van Hoeve: ’s-Gravenhage 1946
- Alfred van Sprang, Laatste acte. Een cocktail van soldatenleven en politiek in Indonesië, N.V. Uitgeverij W. Van Hoeve: ’s-Gravenhage 1949
- Alfred van Sprang, Wij werden geroepen – de geschiedenis van de 7 December Divisie, met zweten en zwoegen geschreven door twintigduizend Nederlandse mannen, in inkt geboekstaafd door Alfred van Sprang, Beschrijving van 3 jaar aanwezigheid door de eenheid in Nederlands -Indië. Lijst met verliezen en dapperheid, N.V. Uitgeverij W. Van Hoeve: ’s-Gravenhage 1949
- Alfred van Sprang, Hevve no (een Nederlandse oorlogscorrespondent beschrijft zijn ervaringen in Korea), N.V. Uitgeverij W. Van Hoeve: ’s-Gravenhage / Bandoeng 1951
- Alfred van Sprang, Amsterdam Tokio retour –  een greep uit de ervaringen van een over de wereld zwervende dagbladcorrespondent, 1953
- Alfred van Sprang, Avonturen in Azië. Belevenissen van een fotograferende journalist in het onrustige Verre Oosten, N.V. gebr. Zomer En Keunings Uitgeversmij.: ’s-Gravenhage 1956
- Alfred van Sprang, Een journalist zwerft over de wereld, Uitgeverij V.A. Kramers: ’s-Gravenhage 1960